# Walkersville
Walkersville – miasto w Stanach Zjednoczonych, w stanie Maryland, w hrabstwie Frederick.